# Polonia en la Copa Mundial de Fútbol de 2018
La selección de Polonia fue uno de los 32 equipos participantes en la Copa Mundial de Fútbol de 2018, torneo que se llevó a cabo del 14 de junio al 15 de julio en Rusia.

## Clasificación

### Grupo B
| Selección  | Pts. | PJ | PG | PE | PP | GF | GC | Dif |
| ---------- | ---- | -- | -- | -- | -- | -- | -- | --- |
| Polonia    | 25   | 10 | 8  | 1  | 1  | 28 | 14 | +14 |
| Dinamarca  | 20   | 10 | 6  | 2  | 2  | 20 | 8  | +8  |
| Montenegro | 16   | 10 | 5  | 1  | 4  | 20 | 12 | +8  |
| Rumania    | 13   | 10 | 3  | 4  | 3  | 12 | 10 | +2  |
| Armenia    | 7    | 10 | 2  | 1  | 7  | 10 | 26 | -16 |
| Kazajistán | 3    | 10 | 0  | 3  | 7  | 6  | 26 | -20 |

| Fecha                   | Lugar      | Local      |                       | Resultado                                                       |                       | Visitante  |
| ----------------------- | ---------- | ---------- | --------------------- | --------------------------------------------------------------- | --------------------- | ---------- |
| 4 de septiembre de 2016 | Astaná     | Kazajistán | Bandera de Kazajistán | 2 – 2 Archivado el 25 de agosto de 2016 en Wayback Machine.     | Bandera de Polonia    | Polonia    |
| 8 de octubre de 2016    | Varsovia   | Polonia    | Bandera de Polonia    | 3 – 2 Archivado el 18 de septiembre de 2016 en Wayback Machine. | Bandera de Dinamarca  | Dinamarca  |
| 11 de octubre de 2016   | Varsovia   | Polonia    | Bandera de Polonia    | 2 – 1 Archivado el 18 de septiembre de 2016 en Wayback Machine. | Bandera de Armenia    | Armenia    |
| 11 de noviembre de 2016 | Bucarest   | Rumania    | Bandera de Rumania    | 0 – 3 Archivado el 18 de septiembre de 2016 en Wayback Machine. | Bandera de Polonia    | Polonia    |
| 26 de marzo de 2017     | Podgorica  | Montenegro | Bandera de Montenegro | 1 – 2 Archivado el 27 de marzo de 2017 en Wayback Machine.      | Bandera de Polonia    | Polonia    |
| 10 de junio de 2017     | Varsovia   | Polonia    | Bandera de Polonia    | 3 – 1 Archivado el 14 de junio de 2017 en Wayback Machine.      | Bandera de Rumania    | Rumania    |
| 1 de septiembre de 2017 | Copenhague | Dinamarca  | Bandera de Dinamarca  | 4 – 0 Archivado el 2 de septiembre de 2017 en Wayback Machine.  | Bandera de Polonia    | Polonia    |
| 4 de septiembre de 2017 | Varsovia   | Polonia    | Bandera de Polonia    | 3 – 0 Archivado el 3 de septiembre de 2017 en Wayback Machine.  | Bandera de Kazajistán | Kazajistán |
| 5 de octubre de 2017    | Ereván     | Armenia    | Bandera de Armenia    | 1 – 6 Archivado el 5 de octubre de 2017 en Wayback Machine.     | Bandera de Polonia    | Polonia    |
| 8 de octubre de 2017    | Varsovia   | Polonia    | Bandera de Polonia    | 4 – 2 Archivado el 9 de octubre de 2017 en Wayback Machine.     | Bandera de Montenegro | Montenegro |

## Participación

### Lista de convocados
Técnico:  Adam Nawałka
| No. | Pos. | Jugador              | Fecha de nacimiento (edad)         | Apa. | Goles | Club                 |
| --- | ---- | -------------------- | ---------------------------------- | ---- | ----- | -------------------- |
| 1   | POR  | Wojciech Szczęsny    | 18 de abril de 1990 (28 años)      | 34   | 0     | Juventus             |
| 2   | DEF  | Michał Pazdan        | 21 de septiembre de 1987 (30 años) | 32   | 0     | Legia Varsovia       |
| 3   | DEF  | Artur Jędrzejczyk    | 4 de noviembre de 1987 (30 años)   | 35   | 3     | Legia Varsovia       |
| 4   | DEF  | Thiago Cionek        | 21 de abril de 1986 (32 años)      | 18   | 0     | SPAL Ferrara         |
| 5   | DEF  | Jan Bednarek         | 12 de abril de 1996 (22 años)      | 2    | 0     | Southampton          |
| 6   | MED  | Jacek Góralski       | 21 de septiembre de 1992 (25 años) | 4    | 0     | Ludogorets Razgrad   |
| 7   | DEL  | Arkadiusz Milik      | 28 de febrero de 1994 (24 años)    | 39   | 12    | SSC Napoli           |
| 8   | MED  | Karol Linetty        | 2 de febrero de 1995 (23 años)     | 20   | 1     | Sampdoria            |
| 9   | DEL  | Robert Lewandowski   | 21 de agosto de 1988 (29 años)     | 94   | 53    | Bayern Munich        |
| 10  | MED  | Grzegorz Krychowiak  | 29 de enero de 1990 (28 años)      | 50   | 2     | West Bromwich Albion |
| 11  | MED  | Kamil Grosicki       | 8 de junio de 1988 (30 años)       | 57   | 12    | Hull City            |
| 12  | POR  | Bartosz Białkowski   | 6 de julio de 1987 (30 años)       | 1    | 0     | Ipswich Town         |
| 13  | MED  | Maciej Rybus         | 19 de agosto de 1989 (28 años)     | 50   | 2     | Lokomotiv Moscú      |
| 14  | DEL  | Łukasz Teodorczyk    | 3 de junio de 1991 (27 años)       | 16   | 4     | RSC Anderlecht       |
| 15  | DEF  | Kamil Glik           | 3 de febrero de 1988 (30 años)     | 57   | 4     | AS Monaco            |
| 16  | MED  | Jakub Błaszczykowski | 14 de diciembre de 1985 (32 años)  | 98   | 19    | VfL Wolfsburg        |
| 17  | MED  | Sławomir Peszko      | 19 de febrero de 1985 (33 años)    | 43   | 2     | Lechia Gdańsk        |
| 18  | DEF  | Bartosz Bereszyński  | 12 de julio de 1992 (25 años)      | 7    | 0     | Sampdoria            |
| 19  | MED  | Piotr Zieliński      | 20 de mayo de 1994 (24 años)       | 32   | 5     | SSC Napoli           |
| 20  | DEF  | Łukasz Piszczek      | 3 de junio de 1985 (33 años)       | 62   | 3     | Borussia Dortmund    |
| 21  | MED  | Rafał Kurzawa        | 29 de enero de 1993 (25 años)      | 3    | 0     | Górnik Zabrze        |
| 22  | POR  | Łukasz Fabiański     | 18 de abril de 1985 (33 años)      | 44   | 0     | Swansea City         |
| 23  | DEL  | Dawid Kownacki       | 14 de marzo de 1997 (21 años)      | 1    | 0     | Sampdoria            |

### Primera fase
| Selección | Pts | PJ | PG | PE | PP | GF | GC | Dif |
| --------- | --- | -- | -- | -- | -- | -- | -- | --- |
| Colombia  | 6   | 3  | 2  | 0  | 1  | 5  | 2  | 3   |
| Japón 1   | 4   | 3  | 1  | 1  | 1  | 4  | 4  | 0   |
| Senegal   | 4   | 3  | 1  | 1  | 1  | 4  | 4  | 0   |
| Polonia   | 3   | 3  | 1  | 0  | 2  | 2  | 5  | -3  |

#### Polonia vs. Senegal
| 19 de junio de 2018, 18:00 (UTC+3) | Polonia        | 1:2 (0:1) | Senegal                       | Otkrytie Arena, Moscú                                       |                                                             |
|                                    | Krychowiak 86' | Reporte   | Cionek 37' (a.g.) · Niang 61' | Asistencia: 44 190 espectadores Árbitro(s): Nawaf Shukralla | Asistencia: 44 190 espectadores Árbitro(s): Nawaf Shukralla |

|  |  |

| GK           | 1  | Wojciech Szczęsny    |     |     |
| RB           | 20 | Łukasz Piszczek      |     | 83' |
| CB           | 4  | Thiago Cionek        |     |     |
| CB           | 2  | Michał Pazdan        |     |     |
| LB           | 13 | Maciej Rybus         |     |     |
| CM           | 10 | Grzegorz Krychowiak  | 12' |     |
| CM           | 19 | Piotr Zieliński      |     |     |
| RW           | 16 | Jakub Błaszczykowski |     | 46' |
| AM           | 7  | Arkadiusz Milik      |     | 73' |
| LW           | 11 | Kamil Grosicki       |     |     |
| CF           | 9  | Robert Lewandowski   |     |     |
| Cambios:     |    |                      |     |     |
| DF           | 5  | Jan Bednarek         |     | 46' |
| FW           | 23 | Dawid Kownacki       |     | 73' |
| DF           | 18 | Bartosz Bereszyński  |     | 83' |
| Entrenador:  |    |                      |     |     |
| Adam Nawałka |    |                      |     |     |

| GK          | 16 | Khadim N'Diaye    |     |     |
| RB          | 22 | Moussa Wagué      |     |     |
| CB          | 3  | Kalidou Koulibaly |     |     |
| CB          | 6  | Salif Sané        | 49' |     |
| LB          | 12 | Youssouf Sabaly   |     |     |
| RM          | 10 | Sadio Mané        |     |     |
| CM          | 13 | Alfred N'Diaye    |     | 87' |
| CM          | 5  | Idrissa Gueye     | 72' |     |
| LM          | 18 | Ismaïla Sarr      |     |     |
| CF          | 9  | Mame Biram Diouf  |     | 62' |
| CF          | 19 | M'Baye Niang      |     | 75' |
| Cambios:    |    |                   |     |     |
| MF          | 11 | Cheikh N'Doye     |     | 62' |
| FW          | 14 | Moussa Konaté     |     | 75' |
| MF          | 8  | Cheikhou Kouyaté  |     | 87' |
| Entrenador: |    |                   |     |     |
| Aliou Cissé |    |                   |     |     |

| Jugador del Partido: M'Baye Niang Árbitros asistentes: Yaser Tulefat Taleb Al Maari Cuarto árbitro: Abdulrahman Al-Jassim Quinto árbitro: Mohamed Al Hammadi Árbitro asistente de video: Artur Soares Dias Árbitros asistentes del árbitro asistente de video: Tiago Martins Hernán Maidana Wilton Sampaio |

#### Polonia vs. Colombia
| 24 de junio de 2018, 21:00 (UTC+3) | Polonia | 0:3 (0:1) | Colombia                             | Kazán Arena, Kazán                                             |                                                                |
|                                    |         | Reporte   | Mina 40' · Falcao 70' · Cuadrado 75' | Asistencia: 42 873 espectadores Árbitro(s): César Arturo Ramos | Asistencia: 42 873 espectadores Árbitro(s): César Arturo Ramos |

|  |  |

| GK           | 1  | Wojciech Szczęsny   |     |     |
| CB           | 20 | Łukasz Piszczek     |     |     |
| CB           | 5  | Jan Bednarek        | 61' |     |
| CB           | 2  | Michał Pazdan       |     | 80' |
| RM           | 18 | Bartosz Bereszyński |     | 72' |
| CM           | 10 | Grzegorz Krychowiak |     |     |
| CM           | 6  | Jacek Góralski      | 85' |     |
| LM           | 13 | Maciej Rybus        |     |     |
| RF           | 19 | Piotr Zieliński     |     |     |
| CF           | 9  | Robert Lewandowski  |     |     |
| LF           | 23 | Dawid Kownacki      |     | 57' |
| Cambios:     |    |                     |     |     |
| MF           | 11 | Kamil Grosicki      |     | 57' |
| FW           | 14 | Łukasz Teodorczyk   |     | 72' |
| DF           | 15 | Kamil Glik          |     | 80' |
| Entrenador:  |    |                     |     |     |
| Adam Nawałka |    |                     |     |     |

| GK            | 1  | David Ospina           |  |     |
| RB            | 4  | Santiago Arias         |  |     |
| CB            | 23 | Dávinson Sánchez       |  |     |
| CB            | 13 | Yerry Mina             |  |     |
| LB            | 17 | Johan Mojica           |  |     |
| CM            | 8  | Abel Aguilar           |  | 32' |
| CM            | 5  | Wilmar Barrios         |  |     |
| RW            | 11 | Juan Cuadrado          |  |     |
| AM            | 20 | Juan Fernando Quintero |  | 73' |
| LW            | 10 | James Rodríguez        |  |     |
| CF            | 9  | Radamel Falcao         |  | 78' |
| Cambios:      |    |                        |  |     |
| MF            | 15 | Mateus Uribe           |  | 32' |
| MF            | 16 | Jefferson Lerma        |  | 73' |
| FW            | 7  | Carlos Bacca           |  | 78' |
| Entrenador:   |    |                        |  |     |
| José Pékerman |    |                        |  |     |

| Jugador del Partido: James Rodríguez Árbitros asistentes: Marvin Torrentera Miguel Hernández Cuarto árbitro: Julio Bascuñán Quinto árbitro: Christian Schiemann Árbitro asistente de video: Mauro Vigliano Árbitros asistentes del árbitro asistente de video: Gery Vargas Roberto Díaz Pérez Daniele Orsato |

#### Japón vs. Polonia
| 28 de junio de 2018, 17:00 (UTC+3) | Japón | 0:1 (0:0) | Polonia      | Volgogrado Arena, Volgogrado                              |                                                           |
|                                    |       | Reporte   | Bednarek 59' | Asistencia: 42 189 espectadores Árbitro(s): Janny Sikazwe | Asistencia: 42 189 espectadores Árbitro(s): Janny Sikazwe |

| Japón | Polonia |

| GK            | 1  | Eiji Kawashima   |     |     |
| RB            | 19 | Hiroki Sakai     |     |     |
| CB            | 22 | Maya Yoshida     |     |     |
| CB            | 20 | Tomoaki Makino   | 66' |     |
| LB            | 5  | Yuto Nagatomo    |     |     |
| CM            | 16 | Hotaru Yamaguchi |     |     |
| CM            | 7  | Gaku Shibasaki   |     |     |
| RW            | 21 | Gōtoku Sakai     |     |     |
| AM            | 9  | Shinji Okazaki   |     | 47' |
| LW            | 11 | Takashi Usami    |     | 65' |
| CF            | 13 | Yoshinori Muto   |     | 82' |
| Cambios:      |    |                  |     |     |
| FW            | 15 | Yūya Ōsako       |     | 47' |
| MF            | 14 | Takashi Inui     |     | 65' |
| MF            | 17 | Makoto Hasebe    |     | 82' |
| Entrenador:   |    |                  |     |     |
| Akira Nishino |    |                  |     |     |

| GK           | 22 | Łukasz Fabiański    |  |     |
| CB           | 18 | Bartosz Bereszyński |  |     |
| CB           | 15 | Kamil Glik          |  |     |
| CB           | 5  | Jan Bednarek        |  |     |
| RM           | 21 | Rafał Kurzawa       |  | 79' |
| CM           | 10 | Grzegorz Krychowiak |  |     |
| CM           | 6  | Jacek Góralski      |  |     |
| LM           | 3  | Artur Jędrzejczyk   |  |     |
| RF           | 19 | Piotr Zieliński     |  | 79' |
| CF           | 9  | Robert Lewandowski  |  |     |
| LF           | 11 | Kamil Grosicki      |  |     |
| Cambios:     |    |                     |  |     |
| FW           | 14 | Łukasz Teodorczyk   |  | 79' |
| MF           | 17 | Sławomir Peszko     |  | 79' |
| Entrenador:  |    |                     |  |     |
| Adam Nawałka |    |                     |  |     |

| Jugador del Partido: Jan Bednarek Árbitros asistentes: Jerson Dos Santos Zakhele Siwela Cuarto árbitro: Ricardo Montero Quinto árbitro: Juan Carlos Mora Árbitro asistente de video: Daniele Orsato Árbitros asistentes del árbitro asistente de video: Gery Vargas Carlos Astroza Paolo Valeri |